# Bergshyddan, Djurgården

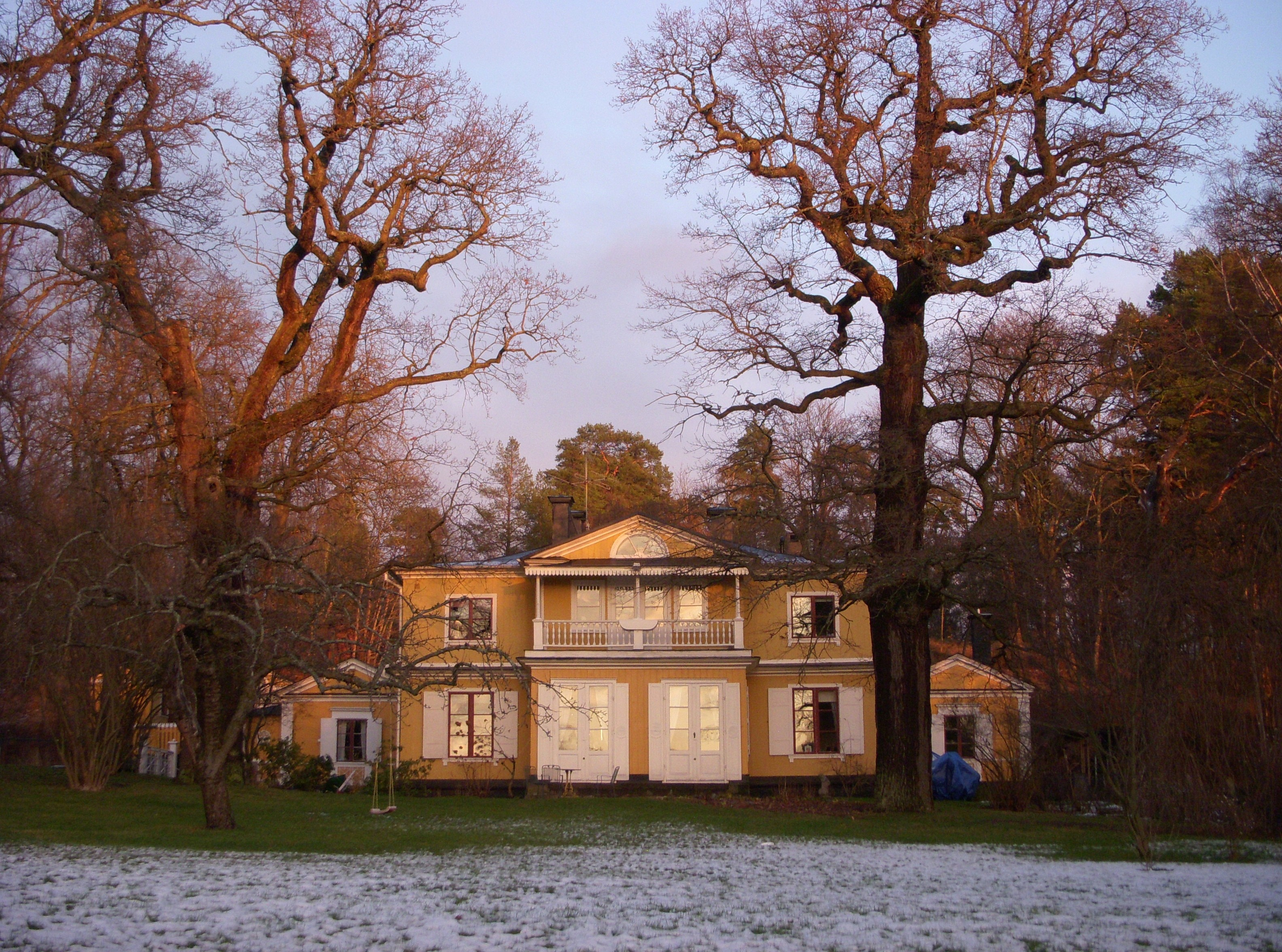
Bergshyddan, huvudbyggnad, 2011.

Bergshyddan är en villa på norra Djurgården i Stockholm vid Lidovägen och Djurgårdsbrunnsvägen 54. Bergshyddan är belägen på Djurgårdsbrunnsvikens norra sida, mellan Kinas ambassad och Djurgårdsbrunns värdshus, strax norr om Roddföreningens båthus. Villan är sedan 1988 ett byggnadsminne.

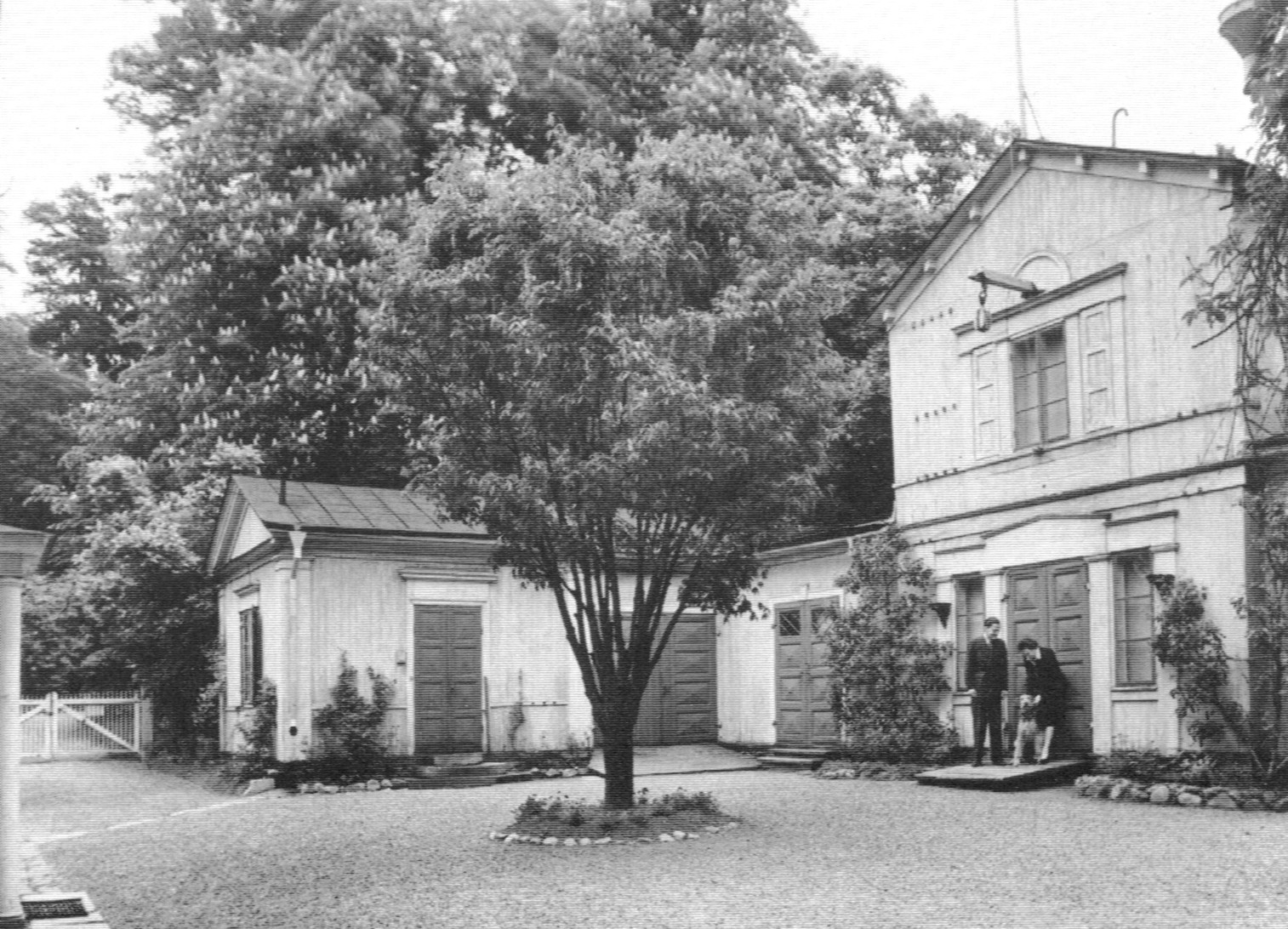
Bergshyddan, gårdsbyggnader, äldre fotografi.

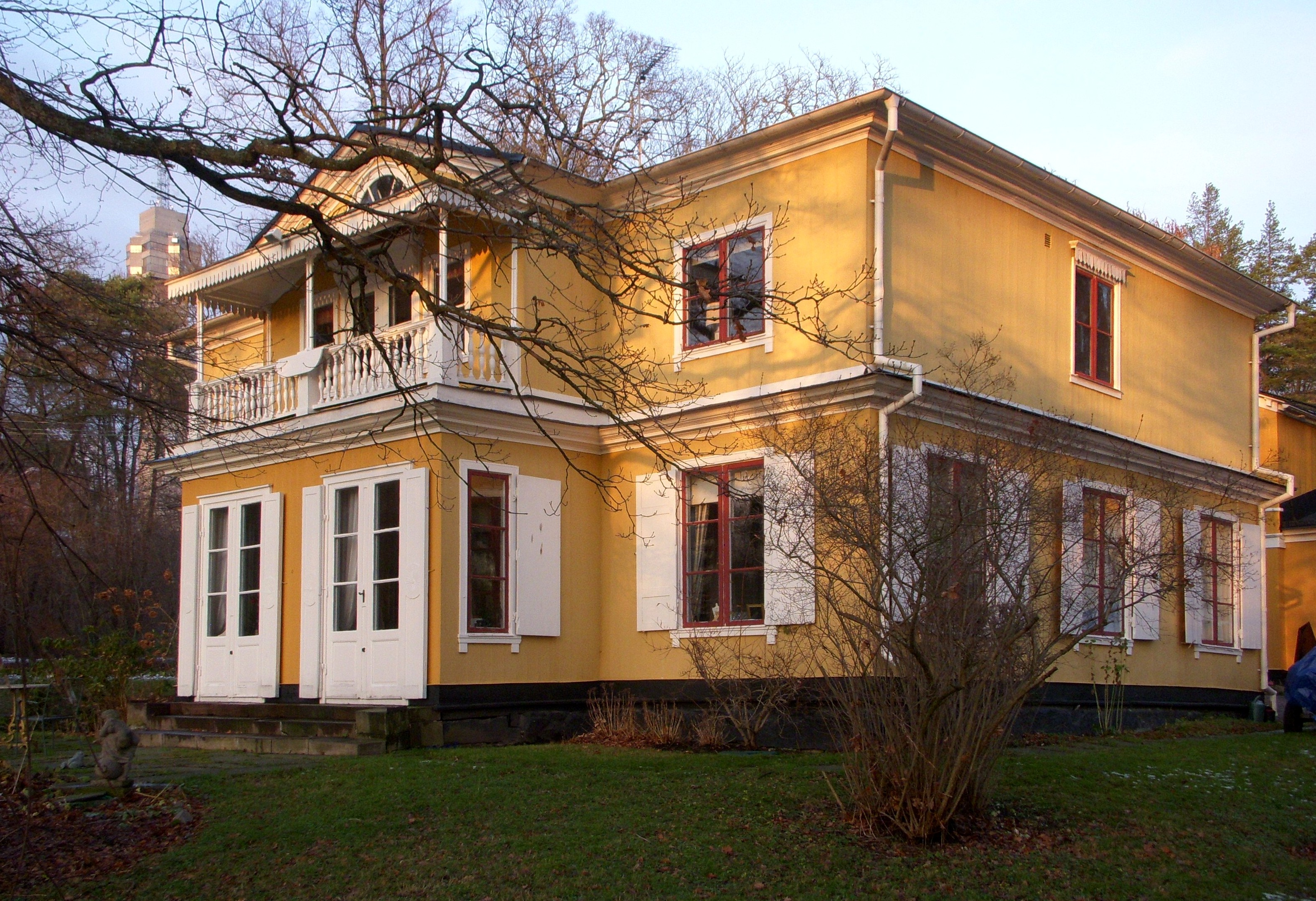
Bergshyddan, huvudbyggnad, 2011.

Området bebyggdes 1841 i “italiensk stil” för hovskomakaren Nils Malmqvist efter att han 1838 fick kungligt tillstånd att uppföra en villa på lägenheten Berghyddan på Norra Djurgården. Exteriören har möjligen utförts efter ritningar av arkitekt Fredrik Blom. Redan 1843 såldes stället till grosshandlaren Johan Schön och senare till grosshandlaren Wilhelm Bendixson. År 1845 kompletterades anläggningen med en envånings uthuslänga med framskjutande sidopartier, så att ett närmast slutet gårdsrum bildades. Därefter byttes ägarna i snabb takt. 
År 1917 bodde konsthistorikern Harald Brising på Bergshyddan. Under hans tid genomfördes en ombyggnad med Ragnar Hjorth som arkitekt. En del dekorativa utsmyckningar av huvudbyggnaden utfördes av Brisings maka Louise. Hon övertog kontraktet till villan efter Harald Brisings död 1918 och bodde här fram till 1936. I slutet av 1930-talet märks bland de boende Anders Österling och Ingrid Bergman, innan hon inledde sin filmkarriär i Hollywood. 
Under tiden 1943 till 1988 ägdes Bergshyddan av Bror Cedercrantz och hans maka Mary Sundström-Cedercrantz. De byggde om det gamla stallet till ateljé och bostaden blev centrum för ett rikt kulturliv. Bland återkommande gäster kan nämnas Per Olof Sundman, Stig Ahlgren, Birgit Tengroth och Dolly Holtermann. Bergshyddans omväxlande historia skildrades 1985 av Bror Cederkrantz i boken Berättelse om ett hus på Djurgården.